# Stephanus Jacobus du Toit
Pour les articles homonymes, voir Du Toit.
Stephanus Jacobus du Toit (né le 9 octobre 1847 à Dal Josaphat (Paarl), colonie du Cap et mort le 28 mai 1911 à Paarl) est un écrivain, historien, traducteur et intellectuel sud-africain. Il fut aussi ministre de l'Éducation dans la République sud-africaine du Transvaal. Il est connu principalement pour son combat visant à légitimer l'emploi de l'afrikaans dans la colonie du Cap à la fin du XIXe siècle.
En 1877, SJ du Toit est l'auteur du premier livre d'histoire des Afrikaners, écrit qui plus est en afrikaans, Die Geskiedenis van ons Land in die Taal van ons Volk (L'histoire de notre pays dans la langue de son peuple) qui s'apparente à un manifeste politique des Afrikaners empreint de mysticisme. Il relate la lutte d'un petit peuple élu pour rester fidèle au dessein de Dieu, de la révolte de 1795 aux exécutions de Slagter's Neck en 1815, du Grand Trek de 1836 identifié à l'exode d'Égypte au meurtre de Piet Retief et au triomphe de Blood River.

## Biographie

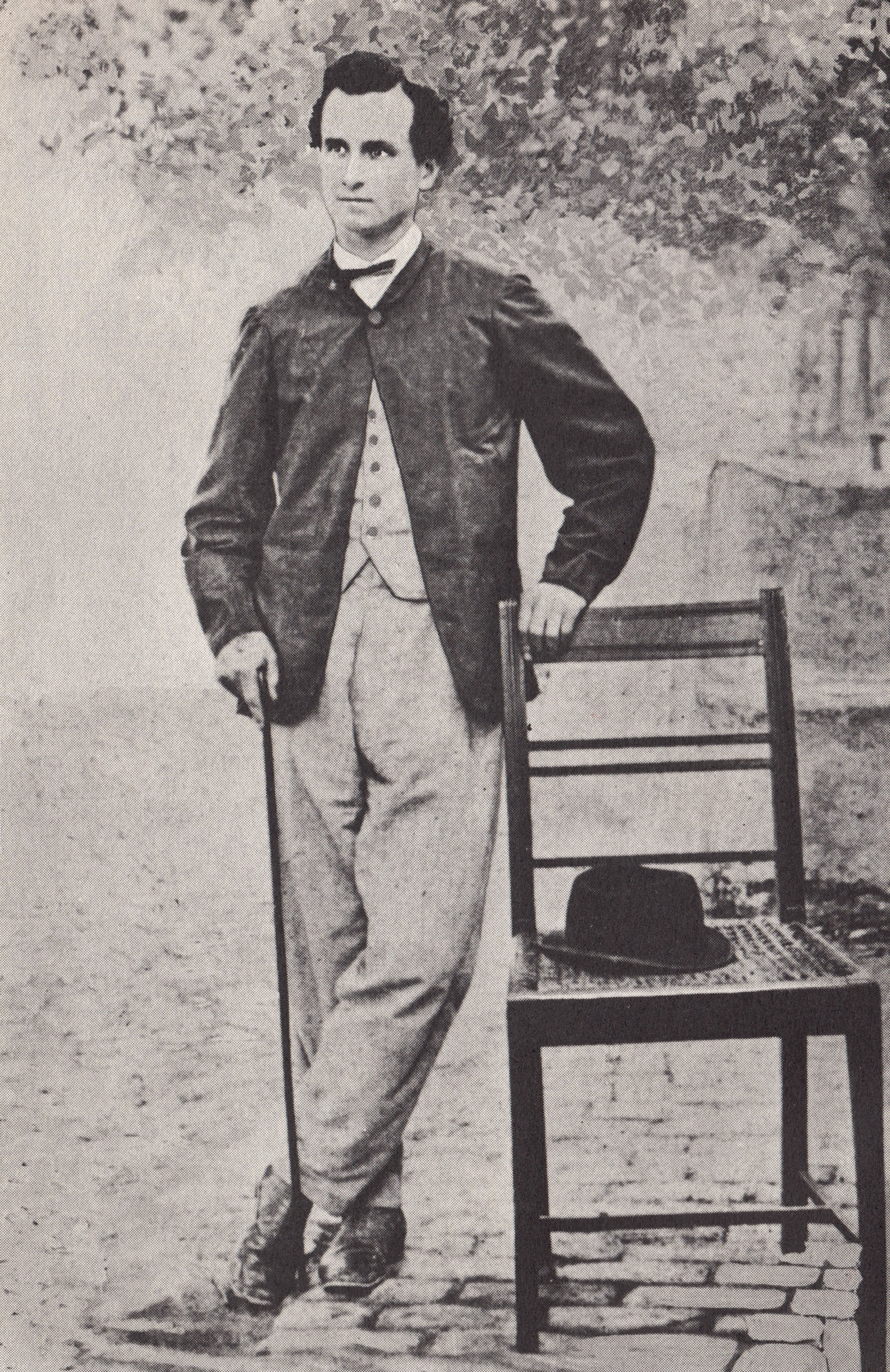
Stephanus Jacobus du Toit vers 1870

Stephanus Jacobus du Toit est né en 1847 près de Paarl dans la colonie du Cap à la ferme Plaas Kleinbos que possédait sa famille depuis leur arrivée au Cap en 1688 comme réfugiés huguenots. Il a fait ses études secondaires au lycée de la ville de Paarl (Paarl Gimnasium) et a suivi des études de théologie au séminaire de Stellenbosch, dont il obtient le diplôme en 1872.
En 1875, il fait partie du groupe d'enseignants et de pasteurs de l'église réformée hollandaise qui forment à Paarl dans la colonie du Cap un mouvement de revendication culturel, « Die Genootskap van Regte Afrikaners » (l'« Association des vrais Afrikaners ») dont l'objectif était de défendre et d'imposer l'afrikaans au côté de l'anglais comme langue officielle de la colonie. Il s'agit pour eux de donner à la langue parlée par les paysans afrikaners ses lettres de noblesse et d'en faire un véritable outil de communication écrite.
En 1876, c'est à cette fin que le mouvement dirigé par Du Toit lance une revue en afrikaans, Die Afrikaanse Patriot dont S.J. du Toit devient le rédacteur en chef et dont la devise est « écrivez comme vous parlez ». En publiant la prose des lecteurs du journal, Du Toit veut éveiller la conscience nationale des Afrikaners et les libérer de leur complexe d'infériorité culturelle face aux Anglais. Dès lors, la défense de la langue se confond avec celle de l'identité afrikaans.

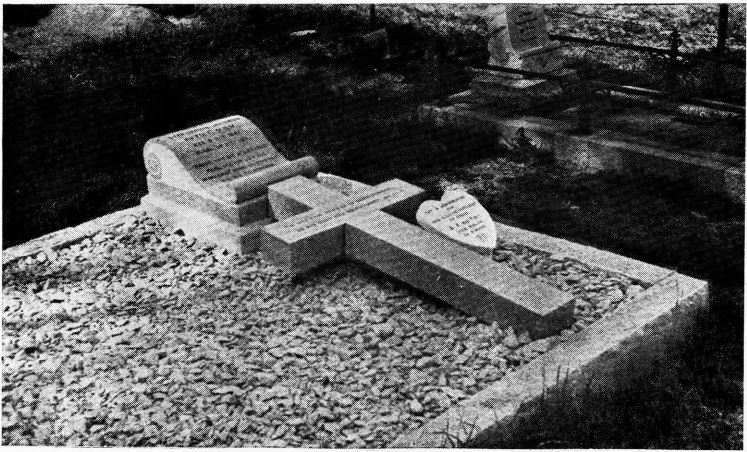
Tombe de SJ du Toit

En 1877, il condamne l'annexion du Transvaal par les Britanniques et en 1880 soutient la résistance armée des Boers.
À la même époque, il publie de nombreux livres en afrikaans et suggère que la destinée de l'Afrique du Sud est d'être dirigée par les Afrikaners.
En 1880, l'association des vrais Afrikaners fusionnent avec les associations de fermiers afrikaans pour fonder un parti politique l'Afrikaner Bond, le front afrikaner.
De 1882 à 1888, il est superintendant de l'éducation (ministre) au Transvaal. Mais en désaccord avec Paul Kruger, le président du Transvaal, il finit par se rapprocher des convictions fédéralistes de Cecil Rhodes et à la veille de la seconde guerre des Boers, soutient les ambitions Britanniques.
Jusqu'à sa mort il reste néanmoins un militant de la cause afrikaans et un membre de l'Afrikaner Bond.
Il est décédé en 1911 à la suite d'un accident de la route.

## Famille
Son fils, Jakob Daniël du Toit (1877-1953), connu sous son surnom de Totius fut l'un des plus grands intellectuels et écrivain de langue afrikaans. Il fut le premier à traduire la bible en afrikaans (jusque-là lue en néerlandais dans les foyers afrikaners).